# Pięciornik norweski
Pięciornik norweski (Potentilla norvegica L.) – gatunek rośliny z rodziny różowatych. Jest szeroko rozprzestrzeniony w strefie umiarkowanej półkuli północnej – występuje jako rodzimy w środkowej i wschodniej Europie, w północnej i środkowej Azji oraz w Ameryce Północnej (na południu po Kalifornię i Teksas). Jako zawleczony rośnie w zachodniej Europie i w Peru. W Polsce spotykany w całym kraju, choć zwykle rzadki, częściej spotykany na Dolnym i Górnym Śląsku, w północnej części lubelskiego i wschodniej mazowieckiego.

## Morfologia

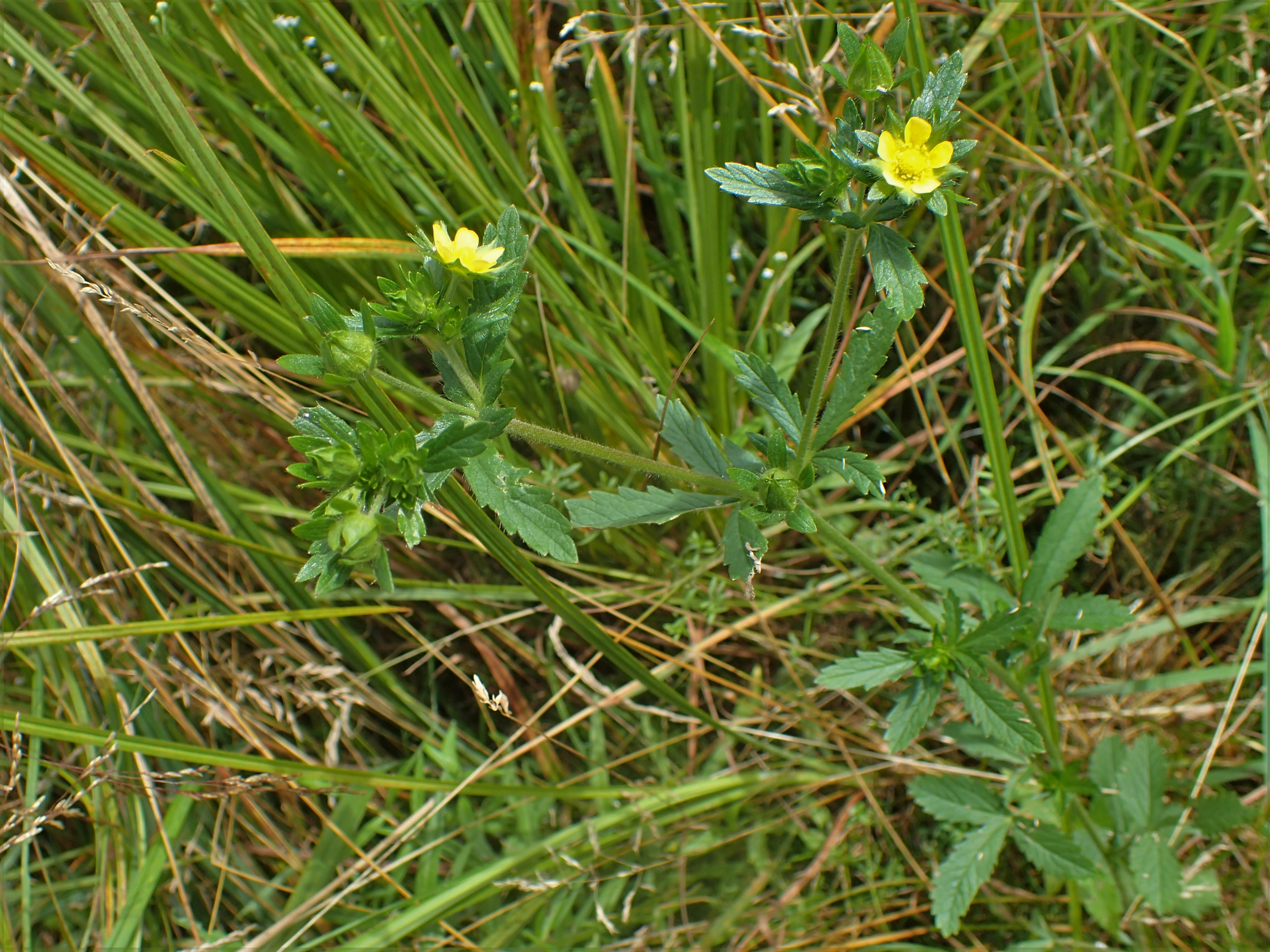
Pokrój

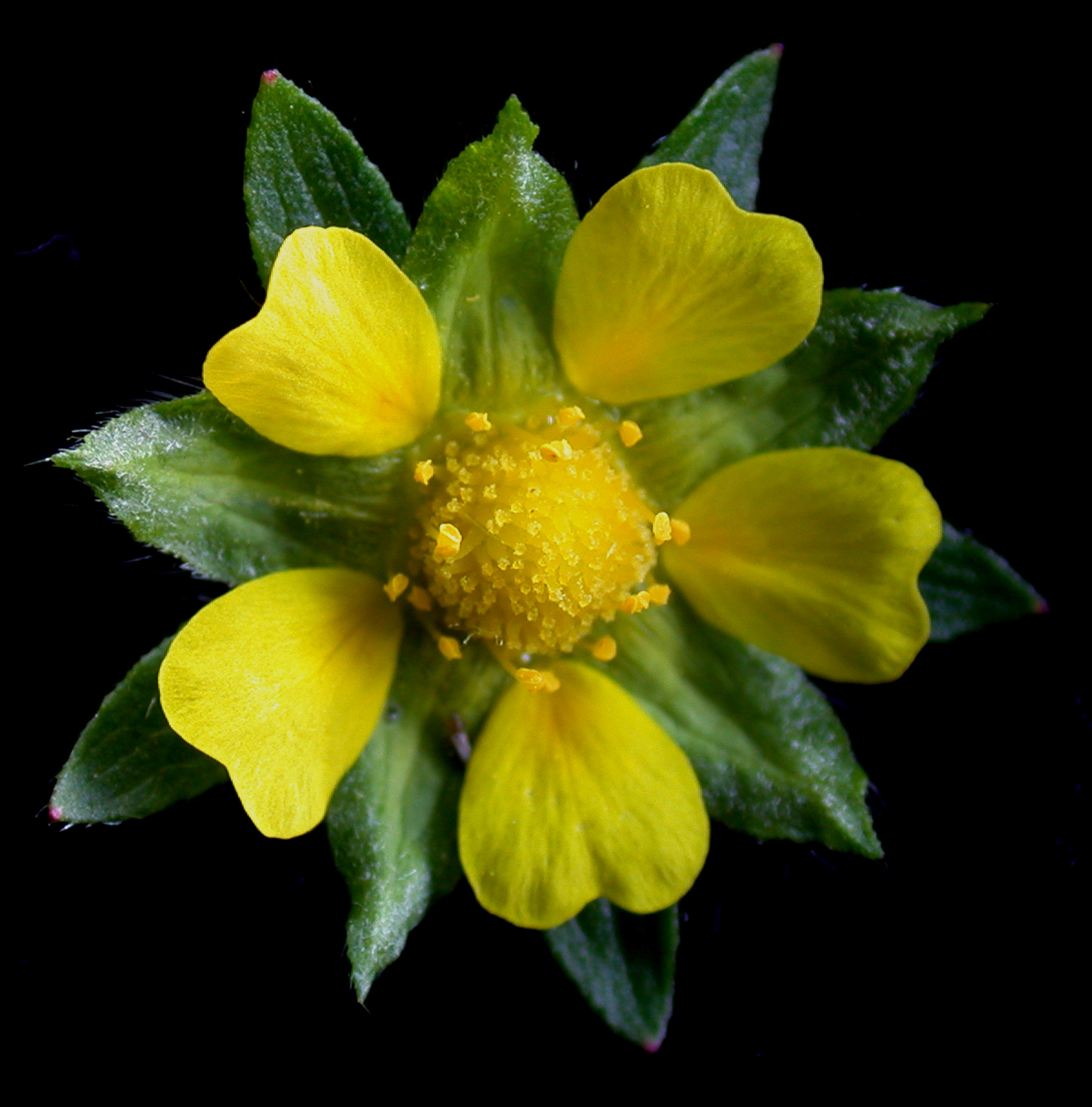
Kwiat

ŁodygaWyprostowana, wysokości 15–45 cm, szorstko owłosiona, w górze gałęzista.
LiścieOdziomkowe i dolne pierzaste, 3-5 listkowe, listki duże, klinowato-odwrotnie-jajowate lub lancetowate, obustronnie owłosione; liście górne trójlistkowe, listki lancetowate; wszystkie głęboko i nierówno-wcinano-ząbkowane.
KwiatyBladożółte, liczne; płatków 5, krótszych od działek; działki zewnętrzne i wewnętrzne w liczbie po 5; przysadki górnych kwiatów drobne.

## Biologia i ekologia
Roślina jednoroczna, dwuletnia, niekiedy trwała. Kwitnie od czerwca do sierpnia. Jego naturalnym środowiskiem są pola uprawne, ogrody, brzegi, żywopłoty, nieużytki, polany, brzegi rzek; często na glebach piaszczystych lub żwirowych. Często na niżu i w niższych położeniach górskich.  